# Diogenes canaliculatus
Diogenes canaliculatus is een tienpotigensoort uit de familie van de Diogenidae. De wetenschappelijke naam van de soort is voor het eerst geldig gepubliceerd in 2013 door Komai, Reshmi & Biju Kumar.